# Sint-Adalbertkerk (Aken)

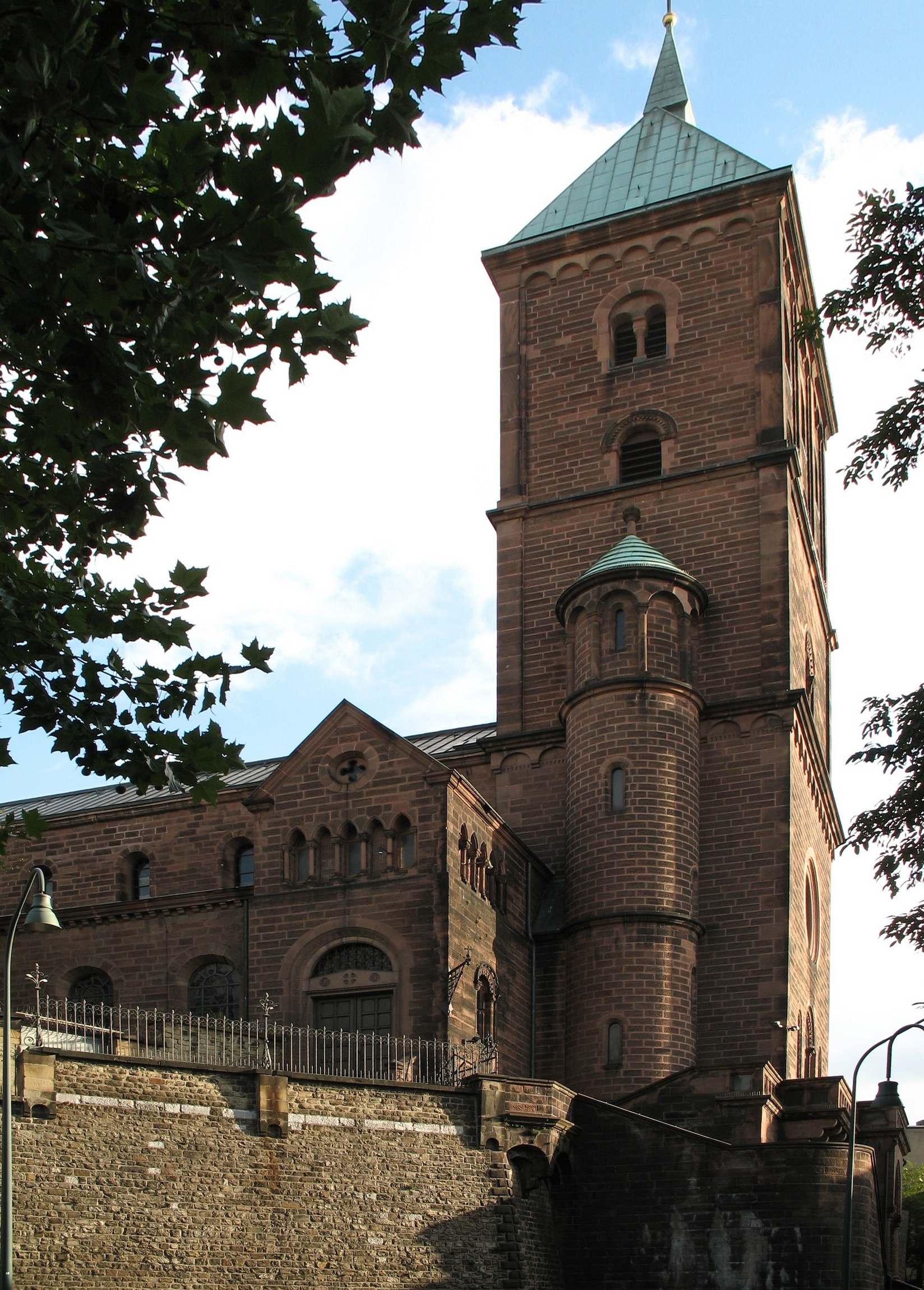
Sint-Adalbertkerk

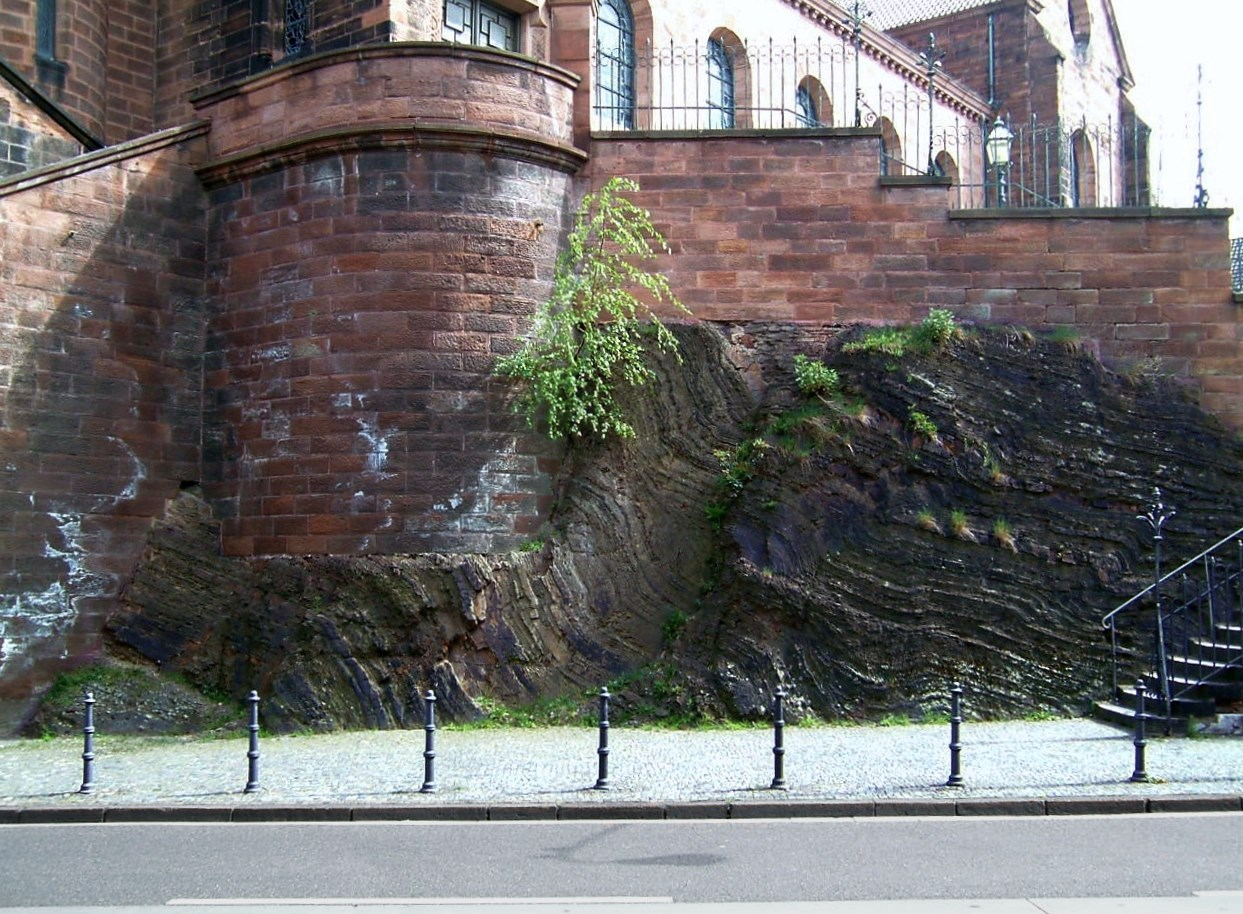
De geplooide rots waarop de kerk werd gebouwd

De Sint-Adalbertkerk is een kerkgebouw op de Adalbertsfelsen nabij de Kaiserplatz in de Duitse stad Aken. De kerk werd in 1005 gewijd aan de heiligen Adalbert van Praag en Hermes van Rome en is daarmee de op een na oudste kerk van de stad, na de Dom van Aken.

## Geschiedenis
Adalbert stierf in 997 en werd in 999 heilig verklaard. Keizer Otto III, bevriend met Adalbert, bracht onder meer ook enkele relikwieën van deze heilige naar Aken en stichtte daar een kapittelkerk, na de Dom van Aken de oudste kerk van deze stad. Deze moest goed zichtbaar zijn en werd daarom op een rots gebouwd welke uit Condroz-zandsteen bestond welke in het Boven-Devoon werd afgezet. Het was een driebeukige basilicale kerk, waaronder zich een crypte bevond. In de crypte werden de missen voor de parochie opgedragen; de kerk zelf was bestemd voor de kanunniken van het kapittel.
Het Sint-Adalbertkapittel vergaarde in de loop der eeuwen vele bezittingen: in 1005 Olne, Soiron en Lendersdorf, in 1018 een deel van Mook, in 1041 een deel van Vaals, in 1130 Baesweiler en in 1238 Eilendorf.
Toen einde 13e eeuw de eerste stadsmuur van Aken gereed kwam, kwam de kerk in het gebied van de Rijksstad Aken te liggen. Begin 14e eeuw werden in de omgeving van de kerk de Adalbertpoort en de Adalberttoren gebouwd.
Toen in 1794 de Fransen Aken binnentrokken betekende dat het einde van de Vrije Rijksstad. Kapittels en kloosters werden opgeheven. De Adalbertkerk werd in 1802 een parochiekerk. De missen werden nu in de kerk opgedragen, en niet meer in de crypte. In 1875-1876 werd de kerk aanmerkelijk vergroot en tot een vijfbeukige kerk uitgebouwd.
Op 14 juli 1943 werd de kerk getroffen door brandbommen en brandde volledig uit. Na de bevrijding werd de kerk weer opgebouwd en kon in 1949 opnieuw in gebruik worden genomen. Ook daarna vonden nog restauraties en aanpassingen plaats.

## Relikwieën
De kerk heeft een schat aan kostbare relikwieën verworven, waarvan die van de patroonheiligen Adalbert en Hermes een belangrijke plaats innemen. Ook een doorn uit de doornenkroon van Jezus, een splinter van het Heilig Kruis, een stuk van de kribbe waarin het Jezuskind gelegen heeft, en beenderen van de Heilige Christoffel behoren tot de collectie. Vele zijn gevat in kostbare reliekhouders.